# Еркулес Гомес
Еркулес Гомес Уртадо (англ. Hérculez Gómez Hurtado, нар. 6 квітня 1982, Лос-Анджелес) — колишній американський футболіст, що грав на позиції нападника.
Виступав за національну збірну США. У складі збірної — володар Золотого кубка КОНКАКАФ.

## Клубна кар'єра
Вихованець футбольної школи клубу «Крус Асуль».
У дорослому футболі дебютував 2003 року виступами за команду клубу «Сан Дієго Гаучос», в якій того року взяв участь у 17 матчах чемпіонату.
Згодом з 2003 по 2010 рік грав у складі команд клубів «Лос-Анджелес Гелексі», «Сіетл Саундерз», «Сан-Дієго Сокерс», «Колорадо Рапідз», «Канзас-Сіті Візердз» та «Пуебла».
Своєю грою за останню команду привернув увагу представників тренерського штабу клубу «Пачука», до складу якого приєднався 2010 року. Відіграв за команду з Пачука-де-Сото наступний сезон своєї ігрової кар'єри. Більшість часу, проведеного у складі «Пачуки», був основним гравцем атакувальної ланки команди.
Протягом 2011—2016 років захищав кольори клубів «Естудіантес Текос», «Сантос Лагуна», «Тіхуана», «УАНЛ Тигрес», «Пуебла» та «Торонто».
Завершив професійну ігрову кар'єру у клубі «Сіетл Саундерз», у складі якого вже виступав раніше. Прийшов до команди 2016 року, захищав її кольори до припинення виступів на професійному рівні того ж року.

## Виступи за збірну
2007 року дебютував в офіційних матчах у складі національної збірної США. Протягом кар'єри у національній команді, яка тривала 7 років, провів у формі головної команди країни 24 матчі, забивши 6 голів.
У складі збірної був учасником розіграшу Кубка Америки 2007 року у Венесуелі, чемпіонату світу 2010 року у ПАР, розіграшу Золотого кубка КОНКАКАФ 2013 року у США, здобувши того року титул континентального чемпіона.

## Досягнення
- Володар Золотого кубка КОНКАКАФ: 2013